# Надзорник Бетл
Надзорник Бетл је измишљени лик креиран од стране Агате Кристи. Појављује се у пет њених романа.

## Романи у којима се појављује лик
Он се појављује као детектив у следећим романима:
- Тајна замка Чимниз (1925)
- Загонетка Седам бројчаника (1929 - укључујући неке од истих ликова, посебно Лади Еилеен "Бундле" Брент)
- Карте на столу (1936, са Херкулом Поароом, Аријадном Оливер и пуковником Рејсом)
- Убиство је лако (1939) - У САД је назван Лако убити.
- Нулта тачка (1944)

## Као полицијски детектив
Бетл је познат као способан инспектор. Делимично се ослања на јавно рапстрострањени стереоотип да су полицијски детективи глупи или немаштовити, када сам има добру претпоставку о случају. Његови бркови су импресивни, чак и за Херкула Поароа. Све до романа Нулта тачка читалац не зна ништа о његовом приватном животу (осим коментара у Оџацима, када помиње да је „веома везан за госпођу Битл”), али у овом роману сазнајемо да има жену и петоро деце, најмлађа од којих (Силвија) несвесно даје кључни траг за разрешење једног случаја. У роману Херкула Поароа Сатови, за тајног агента под псеудонимом Колина Ламба се у великој мери наговештава да је син сада пензионисаног Бетла.
Бетл је у многим аспектима типичан за Кристијеве полицајце, јер су (попут инспектора Џепа) пажљивији и интелигентнији од полицајаца ране детективске фикције, који су били у служби тога да бриљантност аматерског детектива дођеа до изражаја.